# Cryptophis incredibilis
Cryptophis incredibilis o también conocida como serpiente rosa es una especie de serpientes venenosas de la familia Elapidae.

## Distribución geográfica
Es endémica de la isla Príncipe de Gales (islas del estrecho de Torres).